# کلمنس ونتسل فون مترنیخ
پرنس کلمنز لوتر ونتزل فن مترنیخ (به آلمانی: Prince Klemens Wenzel von Metternich) سیاستمدار اتریشی (۱۷۷۳–۱۸۵۹ م) بود.

## زندگی
در ۱۵ مه ۱۷۷۳ در کوبلنتس متولد شد. در استراسبورگ و ماین تحصیل کرد. در سن بیست و هشت سالگی در درسدن به مقام وزارت فرانسوای اول رسید.
او از ۱۸۰۶ تا ۱۸۰۹ سفیر اتریش در فرانسه بود. آن گاه صدراعظم اتریش شد. در ۱۸۱۳ امپراتور اتریش را وادار به ضدیت با ناپلئون کرد. او در برقراری ازدواج میان ناپلئون اول و ماری لوییز واسطه بود. در سال ۱۸۱۳ اتریش را علیه فرانسه وارد جنگ ساخت. آنگاه در کنگره وین شرکت کرد و با جنبش‌های آزادی‌خواهان اروپا مخالفت نمود.
انقلاب ۱۸۴۸ فرانسه در تمام کشورهای اروپائی از جمله اتریش تأثیر بسزائی گذاشت و دولت وین سقوط کرد لذا مترنیخ به انگلستان رفت و در ۱۸۵۱ از سیاست کناره گرفت و در کاخ ژوهانسبورگ راین منزوی گردید و سرانجام در ۱۱ ژوئن ۱۸۵۹ در وین درگذشت

## نظریات
از دیدگاه مترنیخ امنیت و منافع ملی کشورش در تضاد با منافع دیگر کشورها نبود. وی معتقد بود:
اصول پایه‌ای علوم سیاسی در شناخت صحیح منافع تمام کشورها ریشه دارد. حفاظت از منافع ملی تمام کشورها، ضامن بقای کشور است. درحالی‌که رویکردی که صرفاً بر پایهٔ منافع ملی یک کشور باشد –تفکری که مردان کوته‌بین و نادان بدان معتقدند و آن را به کار می‌گیرند- ازلحاظ اهمیت در ردهٔ دوم قرار می‌گیرد. تاریخ عصر جدید به‌خوبی اهمیت کاربرد اصول اتحاد و توازن را نشان می‌دهد… تلاش‌های تمام کشورها برای اتحاد… می‌تواند زمینه‌ساز برقراری نظم و قانون باشد.
محور اساسی نظام مورد نظر مترنیخ، توازن قوا بود که از دستیارش گنتز نظریه‌پرداز نبرد ضدفرانسه انقلابی گرفته بود. به عقیده مترنیخ توازان قوا باید ابتدا در داخل کشورها به وجود آید و سپس میان دولت‌ها ایجاد می‌شود. به اعتقاد وی هیچ چیز برای دولتها خطرناک تر از نهضت‌های ملی و آزادی‌خواهی نیست و در نتیجه با هرگونه تغییری در وضع موجود مخالف بود و اتحاد پادشاهی‌ها را برای تشکیل یک پلیس بین‌المللی علیه انقلاب لازم می‌دانست.